# Шевцов, Александр Степанович
Алекса́ндр Степа́нович Шевцо́в (18 ноября 1906 или 8 марта 1906, Екатеринодар — 6 мая 1985, Ленинград) — советский писатель, редактор, фронтовой корреспондент.

## Биография
Родился в Екатеринодаре. Окончил начальное и высшее начальное училища в станице Крымской.
В 15 лет в 1921 году в одном из отрядов ЧОН. В 1922 переехал в Новороссийск. Работал грузчиком в Новороссийском порту, приёмщиком грузов на железной дороге, актёром и режиссёром в Новороссийске и Ростове‑на‑Дону. С 1927 года в Ленинграде руководил «Живой газетой» самодеятельных коллективов профсоюза водников (прообразом более поздних агитбригад).
С 1932 года в журналистике. Был техническим редактором многотиражки «Ударник» завода «Ильич», ответственным секретарём газеты «Голос табачника» фабрики имени Клары Цеткин и занимал другие более или менее ответственные посты в прессе в Ленинграде и позже, с 1937 года, в Красноярске. В 1939 году приехал в Мурманск, устроился литсотрудником в областную газету «Полярная правда».
В августе 1941 призван в армию. Сначала служил литсотрудником газеты «За Родину» (ВВС 14 армии), затем был спецкорреспондентом газеты 7‑й воздушной армии «Боевая вахта». В 1943 году старший лейтенант административной службы. Окончил курсы штурманов, совершил 48 боевых вылетов на разных типах бомбардировщиков; в наградных листах отмечаются вылеты в качестве воздушного стрелка в 1943 и 1944, что не входило в обязанности спецкора. Участник Парада Победы 24 июня 1945 года. Был членом ВКП(б). На ноябрь 1944 капитан. После войны служил в военных авиационных газетах в Баку, Хабаровске и Виннице.
В 1947 демобилизовался, вернулся в Мурманск. Работал заведующим отделом промышленности и транспорта в газете «Полярная правда». С 1949 редактор газеты «За высокие уловы» (будущий еженедельник «Рыбный Мурман»). В 1953 году перешёл на работу в управление «Мурмансельдь», ходил в море первым помощником капитана на плавбазах. Через несколько лет по состоянию здоровья его перевели на берег. В октябре 1959 принят в редакцию «Рыбного Мурмана» редактором.
В 1960 врачи предписали перемену климата, уехал в Ленинград и профессионально занялся писательством. Жизненный опыт — работа в рыболовецком флоте и служба в авиации — обусловили тематику его произведений.
Член Союза писателей СССР.
Умер в Ленинграде 6 мая 1985 года. Был похоронен на Казанском кладбище.

## Награды
- Орден Красной Звезды (15 августа 1943)[4]
- Медаль «За отвагу» (14 декабря 1944)[4]
- Медаль «За оборону Советского Заполярья»[2]
- Медаль «За победу над Германией в Великой Отечественной войне 1941-1945 гг.»